# Robin Quivers
Robin Ophelia Quivers (Pikesville, Maryland, 8 de agosto de 1952) es una personalidad radial, actriz y escritora estadounidense, reconocida por su extensa colaboración con el popular locutor Howard Stern y por su participación en el programa The Howard Stern Show.

## Carrera
Luego de servir en la Fuerza Aérea de su país, Quivers inició una carrera en la radio a finales de la década de 1970. En marzo de 1981, el locutor y personalidad radial Howard Stern comenzó un nuevo programa matutino en la cadena WWDC en Washington D. C. Quivers fue invitada a participar en el programa como presentadora de noticias. En ese momento dio inicio una extensa colaboración entre ambos locutores. Ha escrito dos libros, la autobiografía Quivers: A Life en 1995
y The Vegucation of Robin: How Real Food Saved My Life en 2014.
Quivers anunció en mayo de 2012 que necesitaba una cirugía para extirpar un tumor de su vejiga. El 9 de septiembre de 2013 anunció que su cáncer estaba en remisión completa después de una cirugía, radiación y quimioterapia exitosas. Después de diecisiete meses, Quivers regresó al estudio el 2 de octubre de 2013.